# Vitamín B2
Riboflavin (vitamín B2, vitamín G, ovoflavin, laktoflavin) je žluté až oranžově žluté přírodní barvivo slabě rozpustné ve vodě. Patří mezi flaviny. Fluoreskuje, je odolný vůči vysokým teplotám, ale rozkládá se působením světla.
Strukturu riboflavinu tvoří heterocyklické isoalloxazinové jádro a cukerný alkohol ribitol.

## Riboflavin v potravě
Rostliny a mikroorganismy dokážou syntetizovat riboflavin; živočichové, tedy i člověk, ho ale musí přijímat v potravě. Vitamin B2 je rozpustný ve vodě, v těle se neukládá, je jej proto nutno stále doplňovat.
Dobrým zdrojem vitamínu B2 jsou kvasnice, játra a ledviny. Dále je obsažen i v mléce, ve vejcích, ve vepřovém a hovězím masu, v rybách, v tvarohu, v kakau a v ořeších.
V potravinářství se značí kódem E 101.
Doporučená denní dávka
|              | věk (roky) | riboflavin [mg] |
| ------------ | ---------- | --------------- |
| Kojenci      | 0,0–0,5    | 0,4             |
| Kojenci      | 0,5–1,0    | 0,5             |
| Děti         | 1–3        | 0,8             |
| Děti         | 4–6        | 1,1             |
| Děti         | 7–10       | 1,2             |
| Muži         | 11–14      | 1,5             |
| Muži         | 15–18      | 1,8             |
| Muži         | 19–24      | 1,7             |
| Muži         | 25–50      | 1,7             |
| Muži         | 51+        | 1,4             |
| Ženy         | 11–14      | 1,3             |
| Ženy         | 15–18      | 1,3             |
| Ženy         | 19–24      | 1,3             |
| Ženy         | 25–50      | 1,3             |
| Ženy         | 50+        | 1,2             |
| Těhotné ženy |            | 1,6             |
| Kojící ženy  |            | 1,8             |

Údaje z Recommended Dietary Allowances, 10th Edition. Food and Nutrition Board, National Research Ccouncil–National Academy of Sciences, 1989

### Vegetariánská a veganská výživa
Jak je vidět z výčtu potravin, které obsahují vitamín B2, většina jich je živočišného původu. V trávicí soustavě býložravců, v bachoru přežvýkavců a v tlustém střevě ostatních býložravých živočichů žije symbiotická mikroflóra, mikroskopické houby, prvoci a bakterie, které jsou schopné tento vitamín syntetizovat v  množství dostatečném pro potřeby organismu býložravce.
Lidské střevo podobná mikroflóra neosidluje. Vegetariáni a vegani by proto měli věnovat pozornost tomu, aby si zajistili dostatečný příjem tohoto vitamínu (v ořeších, kakau apod., příp. v tabletách).

### Zvýšená potřeba vitamínu B2
Zvýšenou potřebu vitamínu B2 mají lidé, kteří jsou léčeni antibiotiky, lidé trpící onemocněním štítné žlázy, celiakií, cirhózou jater nebo cukrovkou. Ženy, které užívají orální antikoncepci a osoby, které nepijí mléko, jsou také ohroženy nedostatkem riboflavinu. Protože se riboflavin rozkládá světlem, novorozenci s kojeneckou žloutenkou, kteří jsou léčeni fototerapií, mohou také trpět nedostatkem vitaminu B2.

## Role riboflavinu v organismu
Riboflavin je důležitý pro dobrý stav kůže, očí, funkce srdce a dalších orgánů. Jelikož má významný vliv na metabolismus cukrů, tuků a aminokyselin, ovlivňuje celkovou energetickou přeměnu v organismu. Jako součást enzymů v dýchacím řetězci je nezbytný pro základní buněčný metabolismus.
Aktivní forma riboflavinu je flavinmononukleotid (FMN) a flavinadenindinukleotid (FAD). Přeměna je ovlivňována hormony štítné žlázy a některými léčivy.
FMN a FAD jsou prostetické skupiny mnoha oxidoredukčních enzymů, flavoproteinů, jako je například:
- oxidáza α-aminokyselin – nutná k deaminaci aminokyselin
- xanthoxidáza – nutná k odbourávání purinů
- aldehyddehydrogenáza – k rozkladu aldehydů
- mitochondriální glycerol-3-fosfátdehydrogenáza – transport redukujících jednotek z cytosolu do mitochondrií
- sukcinátdehydrogenáza – enzym cyklu kyseliny citrónové při metabolismu acyl-CoA
- acylkoenzym A-dehydrogenáza – k β-oxidaci mastných kyselin
- dihydrolipoyldehydrogenáza – dekarboxylace pyruvátu a α-ketoglutarátu
- NADH dehydrogenáza – součást dýchacího řetězce v mitochondriích

Flavoproteiny mohou působit i jako koenzymy k přenosu vodíkových atomů. Při tom vzniká redukovaná forma FMNH2 a FADH2

### Projevy nedostatku
Nedostatek riboflavinu nevede k větším potížím. Projevuje se zánětem ústních koutků (cheilitis angularis), zánětem rtů nebo jazyka, záněty spojivek, mazotokem a světloplachostí. V okolí úst je nápadná anemická bělavá zóna. V dutině ústní se konkrétně projevuje zejména ztenčením sliznice, vzhledově se nedostatek riboflavinu projeví změnou barvy sliznice v sytěji červenou. Jazyk je zpočátku celý zčervenalý a suchý jako pomerančová kůra. Houbovité papily jazyka prominují (hypertrofie), ale později jich ubývá. Stejně jako u nedostatku thiaminu je při dlouhotrvající karenci vyšší tendence k atrofii.

### Předávkování vitamínem B2
Vitamín B2 je rozpustný ve vodě a je vylučován močí. Předávkování proto není možné.